# Václav Růta
Václav Růta (24. června 1890 Turnov – 24. října 1942 Koncentrační tábor Mauthausen) byl český odbojář z období druhé světové války a spolupracovník Operace Anthropoid popravený nacisty.

## Civilní život
Václav Růta se narodil 24. června 1890 v Turnově do rodiny tesaře Václava Růty a jeho manželky Jany, roz. Kyselové, a pokřtěn byl jmény Václav Jan. Po skončení první světové války a vzniku Československa pracoval u drážní pošty v Bratislavě, kde se seznámil i se svou budoucí ženou dámskou krejčovou Marií Rausovou. Pár byl sezdán 17. září 1921 v Tišnově, kde měla Marie příbuzné. V roce 1923 se manželům narodil syn Jiří. Po rozpadu Československa v březnu 1939 se rodina Růtových přestěhovala díky pomoci Václavova bratra Josefa do Prahy. Václav Růta zde získal zaměstnání na poště na pražském hlavním nádraží.

## Protinacistický odboj
Do protinacistického odboje vstoupil Václav Růta potažmo celá jeho rodina poté, co byl kontaktován Janem Bejblem z Plzně. Oba se znali ze svého působení v Bratislavě, Jan Bejbl zde byl policistou. Václav Růta byl požádán o ubytování pro příslušníky výsadku Anthropoid Jozefa Gabčíka a Jana Kubiše, kteří se potřebovali uchytit v Praze. Václav Růta žádost bez váhání vyhověl a oba parašutisté přibyli k Růtovým na silvestra roku 1941. Ubytováni zde byli do 5. ledna 1942, kdy se o jejich pobytu náhodou dozvěděl při návštěvě soused Růtových Jan Zelenka-Hajský, který Gabčíka s Kubišem převzal pod ochranu sokolské odbojové organizace. Tím aktivní role Růtových v operaci skončila. Poté co zdárně proběhl atentát na Heydricha a došlo ke zradě Karla Čurdy začalo gestapo pomalu rozplétat celý příběh. Zatčeni byli manželé Bejblovi v Plzni a manželka Jana Zelenky-Hajského Františka, sám Zelenka-Hajský spáchal sebevraždu. Syn Růtových Jiří byl spolužákem syna Zelenkových Jana Milíče. Ten poté co mu Jiří předal informaci o tom, co se v jejich bytě odehrálo, rovněž spáchal sebevraždu. Není zcela zřejmé jak se gestapo dostalo na stopu Růtových, každopádně 19. června 1942 byli všichni tři zatčeni. Václav Růta se musel zúčastnit identifikace preparovaných hlav Kubiše a Gabčíka. Po výsleších v Praze byli Růtovi vězněni v terezínské Malé pevnosti, dne 29. září 1942 odsouzeni stanným soudem k trestu smrti a 24. října téhož roku popraveni v koncentračním táboře Mauthausen při fingované zdravotní prohlídce společně s mnoha dalšími českými odbojáři a jejich rodinnými příslušníky.

## Posmrtné připomínky
Jeho jméno je uvedeno na pamětní desce na domě, kde Růtovi bydleli, v ulici Biskupcova 1837/4, v Praze 3 na Žižkově. Na desce je nápis: „V tomto domě žili: Jan Zelenka-Hajský, řid.učitel s manželkou Františkou a synem Milíčem. Poštovní úředník Václav Růta s manželkou Marií a synem Jiřím. Za svou činnost v odboji statečně zemřeli: Jan Zelenka se synem 17. června ostatní 24. října 1942. Nezapomeneme. Svým členům věnuje Okresní výk. výbor Jednota žen Čs. strany nár. soc. v Žižkově“.

## Galerie

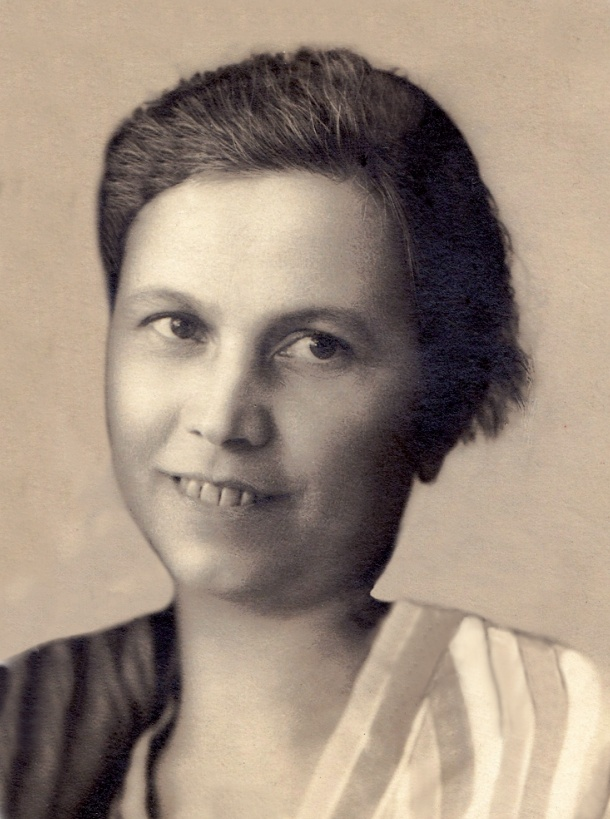
Manželka Václava Růty – Marie Růtová
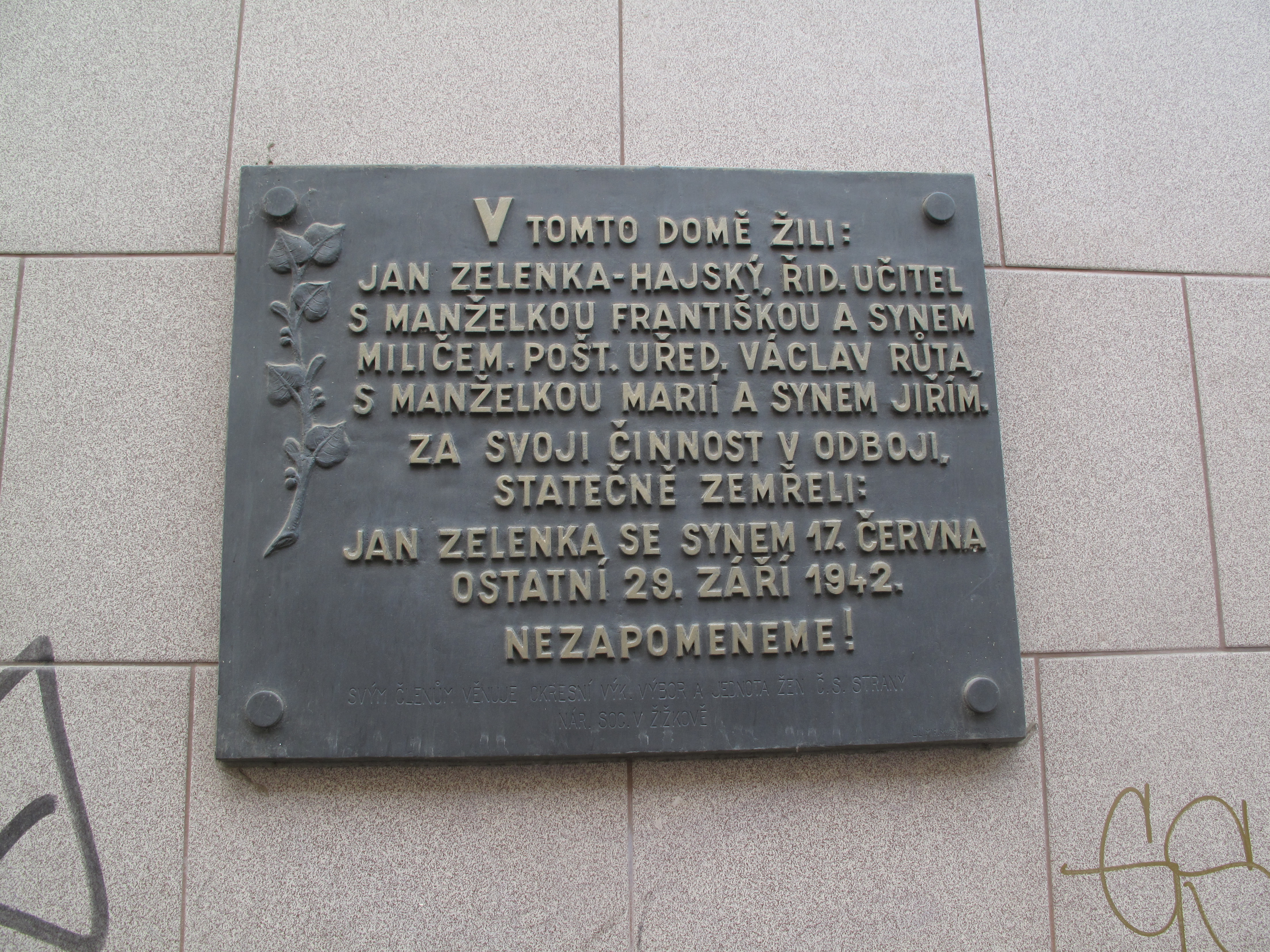
Pamětní deska v Biskupcově ul., Praha 3 - Žižkov